# Électroencéphalographie intracrânienne

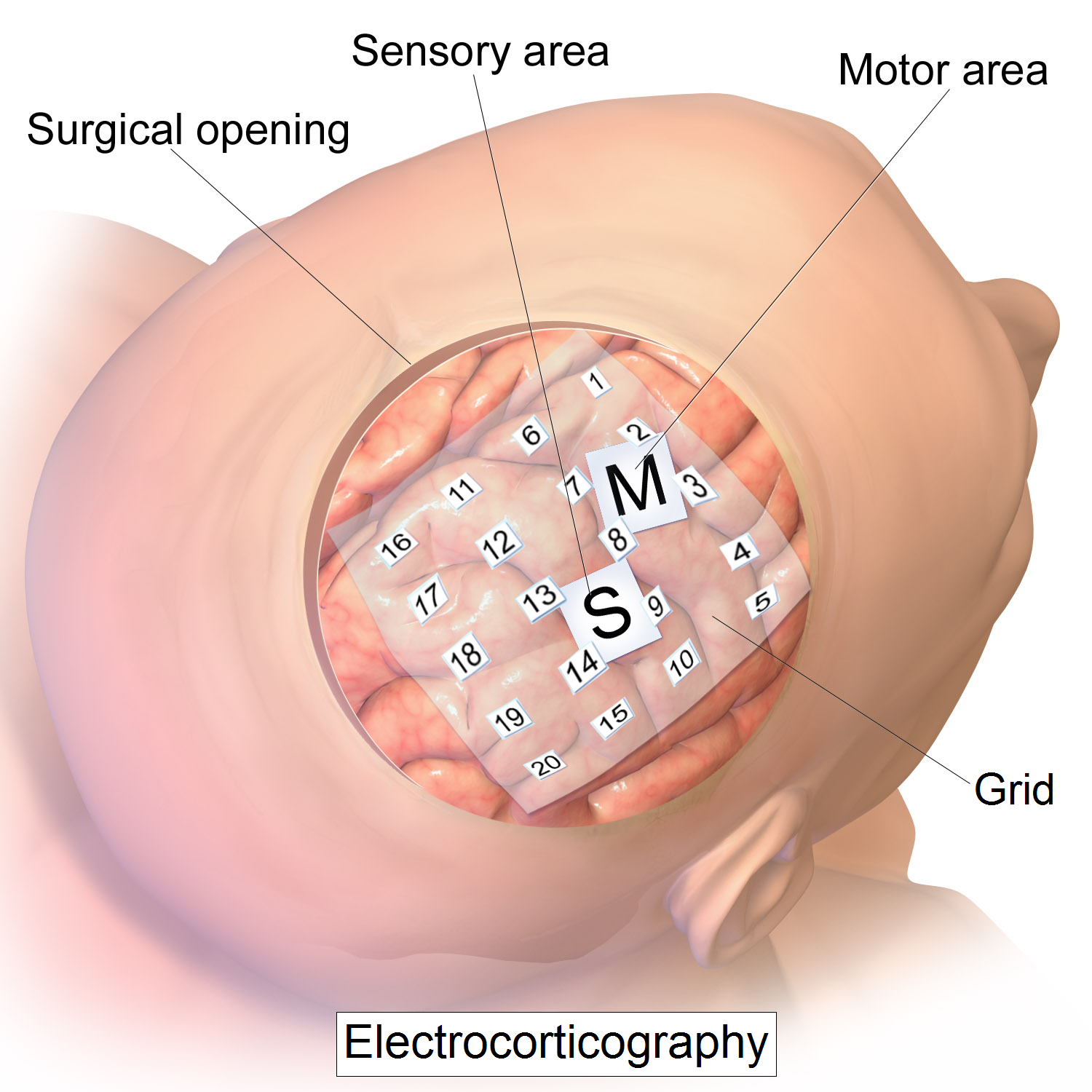
Schéma d'une grille de pose d'électrodes pour électroencéphalohraphie intracrânienne.

L'électroencéphalographie intracrânienne dite aussi intra-cérébrale, sous-durale, stéréotaxique (SEEG) est une méthode d'enregistrement de l'activité du cerveau au moyen d'électrodes implantées en profondeur sous la boîte crânienne utilisée notamment en neurologie, dans le diagnostic pré-chirurgical de l'épilepsie. Analogue à l'électroencéphalographie de surface en ce qu'elle mesure les variations de potentiel électrique dues à l'activité électrophysiologique des neurones, l'électroencéphalographie intracrânienne s'en distingue par le fait que les électrodes sont positionnées soit sur la surface de la pie-mère, sous la dure-mère (s'agissant de l'EEG sous-durale),  soit sous les méninges directement sur la surface corticale (on parle alors d'électrocorticographie  ou ECoG), soit enfin à l'intérieur même du tissu cérébral notamment dans les structures sous-corticales profondes. L'implantation des électrodes se fait au cours d'une opération neurochirurgicale complexe au cours de laquelle est repérée avec le plus de précision possible la trajectoire que doit prendre l'électrode implantée pour atteindre depuis la surface du crâne la région ciblée, c'est le repérage stéréotaxique. 

## L'électroencéphalographie intracrânienne dans l'épilepsie
Pour l'épilepsie, dans le cadre d'un bilan préchirurgical préparatoire à une opération chirurgicale qui visera à retirer, par exérèse, le tissu épileptogène, c'est-à-dire suspect d'être le foyer à l'origine des crises, les électrodes implantées vont donc viser les régions suspectes épileptogènes, à partir d'examens multiples réalisés au préalable. Après implantation des électrodes, le patient est hospitalisé dans un service spécialisé d'épileptologie pendant un nombre de jours variables au cours desquels il est placé sous surveillance vidéo permanente. Un EEG de surface est aussi simultanément enregistré. La vidéo et l'EEG de surface permettront ainsi de repérer l'occurrence des crises (ou de tout signe inter-critique) et donc déterminer si on en retrouve des manifestations sur les tracés des signaux mesurées par SEEG ce qui signe le fait que l'électrode est effectivement placée dans une région épileptogène. À la fin du bilan pré-chirurgical, les électrodes sont retirées et suivant les conditions, une nouvelle opération chirurgicale est programmée pour pratiquer l'exérèse.

## Electroencéphalographie intracrânienne versus électroencéphalographie de surface
Contrairement à l'EEG standard, dit de scalp ou de surface, qui enregistre le courant diffusé depuis le cerveau jusqu'à la surface externe de la peau, l'EEG intracranienne enregistre les potentiels de champs locaux avant qu'ils n'aient été déformés par le passage dans l'os crânien.